# 케이 빈센트
케이 빈센트 (1988년 10월 29일 ~ )는 뉴질랜드의 축구 선수이다.

## 통계
| 뉴질랜드 | 뉴질랜드 | 뉴질랜드 |
| 연도     | 출전     | 골       |
| -------- | -------- | -------- |
| 2014     | 1        | 0        |
| 합계     | 1        | 0        |